# Clematis 'Columbine'
Clematis 'Columbine' — сорт клематиса (ломоноса). Используется в качестве вьющегося декоративного садового растения.

## Описание сорта
Диплоид.
Высота 2—4 метра. Листья бледно-зелёные.
Цветки одиночные, поникающие, колокольчатые, бледно-голубые, 3—8 см в диаметре. 
Листочки околоцветника в количестве 4, 4—5 см длиной, на конце заострённые. 
Стаминодии зеленовато-кремово-белые. 
Сроки цветения: весна.

## Агротехника
Местоположение любое. Почвы хорошо дренированные. 
Группа обрезки: 1 (не нуждается в обрезке). Концы молодых побегов рекомендуется прищипывать.
Зона морозостойкости: 3—9.
Рекомендуется для использования в малых садах. Может выращиваться в контейнерах.